# Brunfelsia
Brunfelsia ist eine Pflanzengattung aus der Familie der Nachtschattengewächse (Solanaceae). Es sind ausdauernde Pflanzen, die meist als Sträucher, gelegentlich als kleine Bäume oder nur selten auch als Lianen wachsen. Die 46 Arten sind in die drei Sektionen Brunfelsia (22 Arten), Franciscea (18 Arten) und Guianenses (6 Arten) eingeteilt, die sich sowohl in der Verbreitung als auch in den Merkmalen deutlich unterscheiden. Molekulare Daten zeigen aber, dass nur zwei Sektionen natürlich (monophyletisch) sind, nämlich die karibische Sektion „Brunfelsia“ und eine gemeinsame Sektion für alle südamerikanischen Arten. Die Sektion Brunfelsia kommt ausschließlich auf den Westindischen Inseln vor und besitzt die im Verhältnis zum Kelch größte Kronröhre. Die Blüten der in Südamerika weit verbreiteten Sektion Franciscea besitzen eine deutlich ausgeprägte Verdickung am Übergang zwischen Kronröhre und Kronsaum. Die Sektion Guianenses kommt im Norden Südamerikas vor und besitzt die kleinsten Blüten innerhalb der Gattung. Bei vielen Arten verblasst die Krone während der Blütezeit, so dass es scheint, als würde die Pflanze in zwei Farben blühen, weshalb einige Arten auch als Zierpflanzen genutzt werden. Von vielen Arten ist auch eine ethnomedizinische Nutzung bekannt.

## Beschreibung

### Vegetative Merkmale

#### Habitus

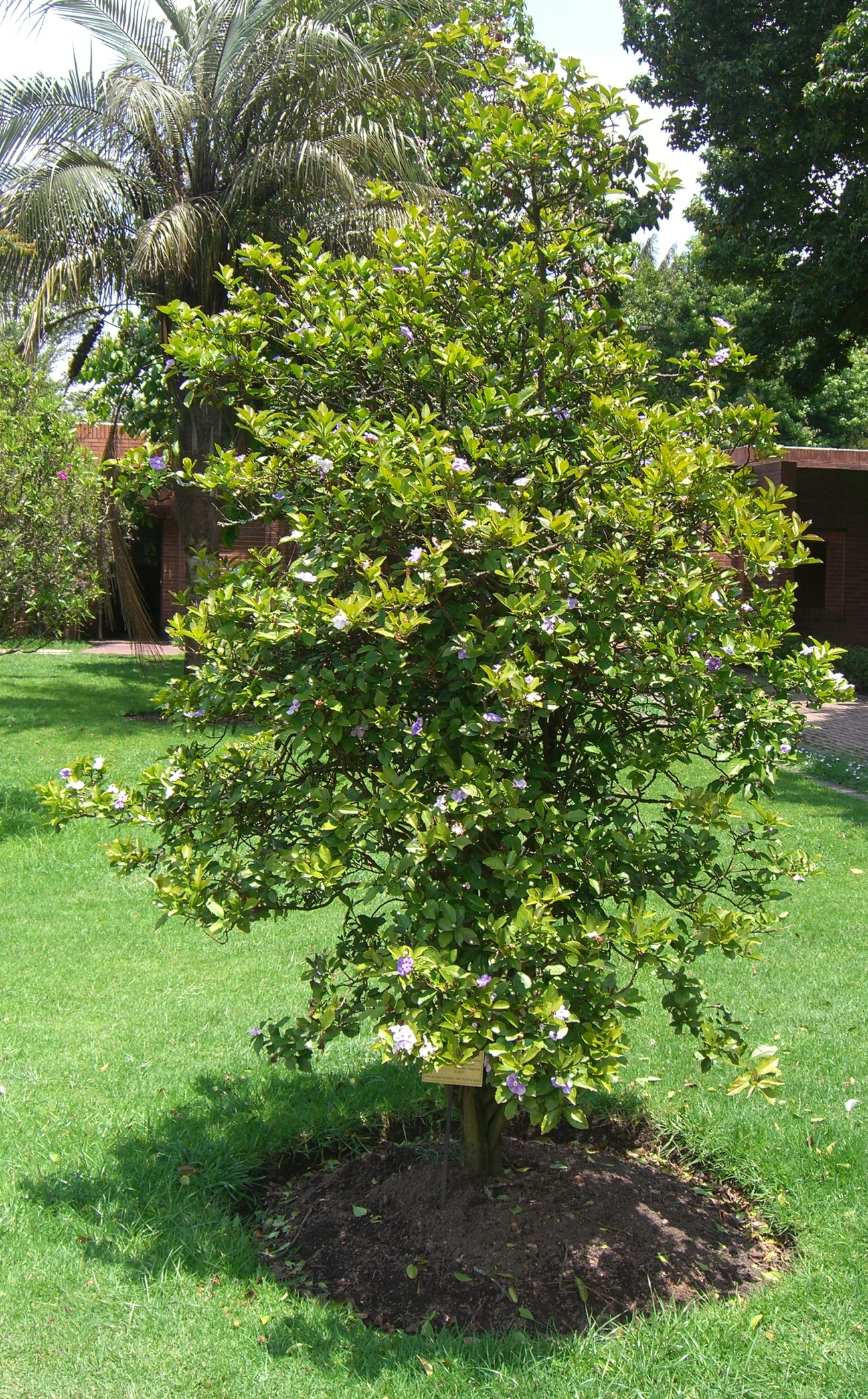
Habitus von Brunfelsia pauciflora in Kultur

Die meisten Brunfelsia wachsen als Sträucher, nur einige Arten auch als kleine Bäume. Innerhalb der Sektion Brunfelsia erreichen die Arten typischerweise Wuchshöhen von 2 bis 3 m, jedoch können Brunfelsia jamaicensis, Brunfelsia americana und Brunfelsia lactea auch 10 bis 12 m hoch werden. Die Arten der Sektionen Franciscea und Guianenses werden meist 1 bis 3 m hoch, jedoch gibt es auch hier größere Arten. So wird Brunfelsia grandiflora als Baum durchschnittlich 4 bis 5 m hoch, einige Sammlungen sollen aber auch von bis zu 10 m hohen Bäumen oder genauso langen lianenartigen Pflanzen stammen. Die Art mit der geringsten Wuchshöhe ist Brunfelsia latifolia, die bereits mit einer Höhe von 30 cm blüht und nur selten eine Höhe von 1 m erreicht.
Die Arten bilden entweder einen Hauptstamm aus oder sind nahe der Basis mehr oder weniger stark verzweigt. Gelegentlich können so unter anderem bei den Arten Brunfelsia australis, Brunfelsia grandiflora und Brunfelsia brasiliensis zwei oder drei Hauptstämme entstehen. Bei den kultivierten Formen von Brunfelsia nitida, Brunfelsia undulata und Brunfelsia australis bilden sich um den Hauptstamm oftmals Wurzelschösslinge, wodurch eine große Anzahl an Klonen entsteht.
Die Verzweigung der Pflanzen erfolgt sympodial. In der Sektion Brunfelsia werden oftmals nur einige, lange und rutenförmige Zweige gebildet, an deren Ende nur wenige Laubblätter stehen. In den Sektionen Franciscea und Guianenses sind die Zweige verworrener und abgespreizt, im Alter biegen sie sich oft nach unten.
Wenn eine endständige Knospe nicht austreibt, übernehmen seitenständige Knospen knapp unterhalb der Triebspitze das Wachstum. Selten können neue Triebe auch aus den Achseln der Tragblätter der Blütenstände entstehen. An neuen Trieben werden zunächst einige Vorblätter gebildet, die nach und nach in reguläre Laubblätter übergehen.

#### Laubblätter

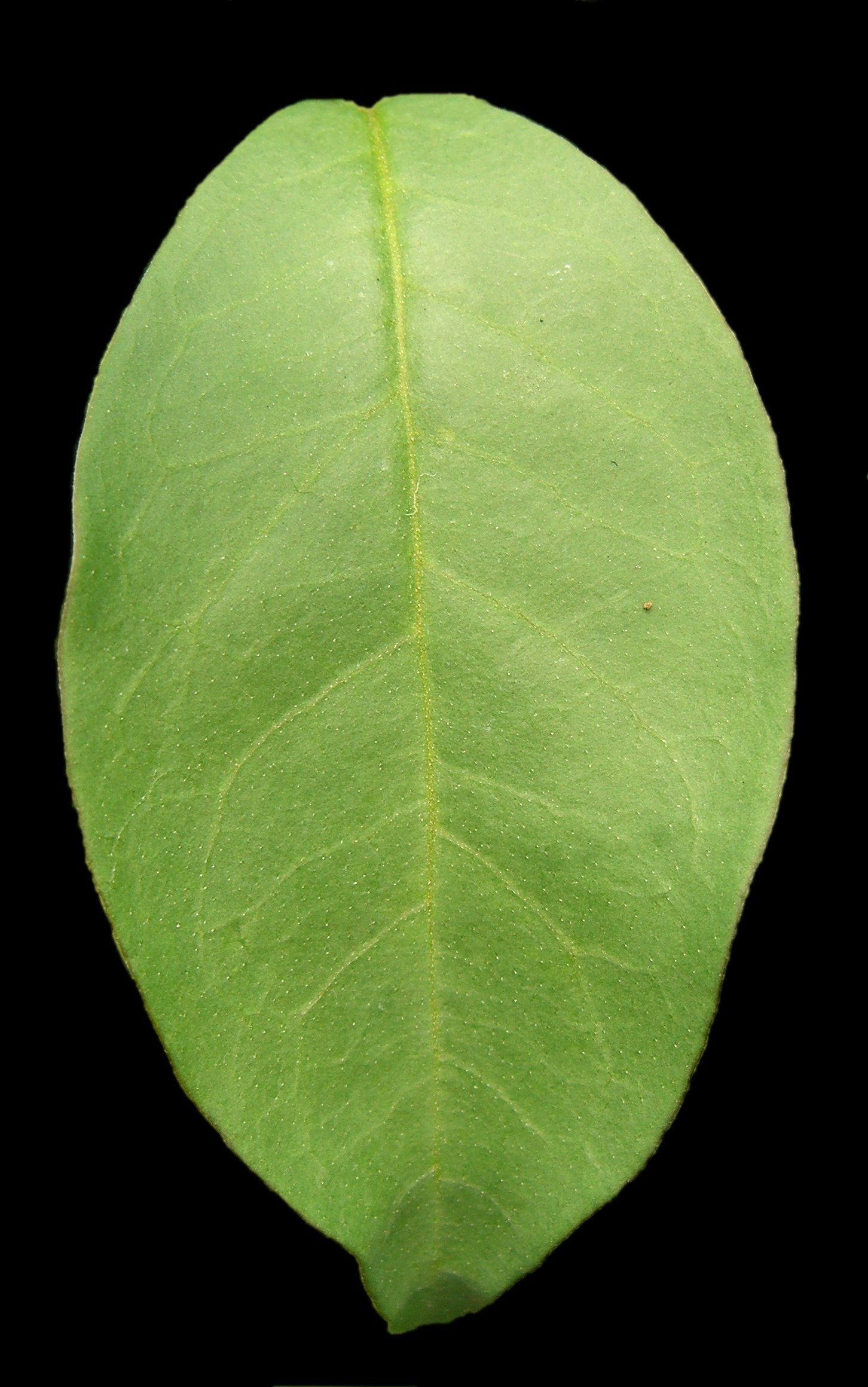
Blattspreite von Brunfelsia pauciflora

Die Laubblätter stehen wechselständig in einer 5/13-Phyllotaxis, entweder gleichförmig entlang der Zweige verteilt oder in dichten Gruppen an der Zweigspitze. Selten stehen sie durch eine Verkürzung der Internodien beinahe quirlförmig. Dies tritt beispielsweise bei den Arten Brunfelsia mire, Brunfelsia hydrangeiformis und Brunfelsia rupestris auf.
Die Blattstiele sind im Vergleich zu den Blattspreiten mit einer Länge von nur 1 bis 10 mm verhältnismäßig kurz. Der Querschnitt der Stiele ist halbkreisförmig bis rinnig, oftmals entstehen im Alter oder beim Trocknen Querrisse und -furchen.
Die Blattspreiten sind bei allen Arten ganzrandig und nicht geteilt, jedoch bestehen große Unterschiede in Form und Größe. Die Form ist meist entweder elliptisch bis lanzettlich oder umgekehrt eiförmig bis umgekehrt lanzettlich; selten treten auch spatelförmige, eiförmige, linealische oder linealisch-lanzettliche Blattformen auf. Einige Arten wie Brunfelsia uniflora, Brunfelsia americana oder Brunfelsia lactea haben selbst an einer Pflanze eine große Variabilität der Blattformen, bei Brunfelsia portoricensis und Brunfelsia densifolia treten starke Unterschiede zwischen den Blättern junger und älterer Pflanzen auf. Die Spitze der Blätter kann stumpf, spitz oder zugespitzt sein. Die Spitzen von Arten, die wie Brunfelsia grandiflora, Brunfelsia macrocarpa, Brunfelsia chocoensis und Brunfelsia amazonica vor allem in feuchten, tropischen Wäldern wachsen, sind zugespitzt und zu einer Träufelspitze modifiziert.
Die Größe der Blätter variiert zwischen 1 und 30 cm in der Länge sowie 0,1 und 1 cm in der Breite. Dabei kann auch die Blattgröße innerhalb einer Art abhängig von Umgebungsbedingungen wie Licht und Feuchtigkeit stark schwanken. So können die Blätter von Brunfelsia grandiflora zwischen 6 und 23 cm lang werden. Die Beschaffenheit der Blätter ist meist fest-häutig bis nahezu ledrig, sie fühlen sich weich und gummiartig an. Auch dickere, lederartige und glänzende Blätter treten bei einigen Arten und Varietäten auf, so zum Beispiel bei Brunfelsia splendida, Brunfelsia dwyeri, Brunfelsia obovata var. coriaceae oder Brunfelsia rupestris. Auch einige Bestände von Brunfelsia uniflora und Brunfelsia brasiliensis, die an ungewöhnlich trockenen oder ungeschützten Standorten wachsen, bilden ledrige Blätter aus.
Die Blätter sind auf der Oberseite hell- bis dunkelgrün gefärbt, die Unterseite ist etwas heller. Bei Brunfelsia pilosa, Brunfelsia plicata und Brunfelsia undulata tritt an jungen Trieben eine dunkelviolette Pigmentierung auf, die auf Anthocyanine zurückzuführen ist. Die Blattadern sind auf der Blattoberseite kaum hervorgehoben, treten aber auf der Unterseite deutlich hervor. Auf jeder Blatthälfte gehen von der Hauptader drei bis zwölf Nebenadern fiederig ab, nahe dem Rand münden benachbarte Nebenadern wieder ineinander. Die Zwischenadern sind fein netzartig und können undeutlich ausgeprägt oder leicht hervortretend sein. Eine Besonderheit bildet Brunfelsia hydrangeiformis, bei der auf der Oberseite die Mittelrippe, die Nebenadern und die größeren Zwischenadern in schwache Furchen eingebettet sind und dadurch eine sehr unregelmäßige Oberflächenstruktur bilden.

#### Wurzeln
Sämlinge und junge Pflanzen besitzen diffus verzweigte Wurzeln, jedoch bildet sich bei älteren Pflanzen oftmals eine starke Pfahlwurzel aus. Besonders deutlich ausgeprägt ist diese Pfahlwurzel bei einigen Vertretern der Sektion Brunfelsia, die vor allem auf felsigem Untergrund wachsen. Bei einigen Arten der Sektion Franciscea ist die Hauptwurzel mehr oder weniger stark verzweigt.

#### Behaarung
Die meisten Arten der Gattung sind überwiegend unbehaart. Oftmals sind junge Laubblätter und die Blütenknospen leicht flaumig behaart, verkahlen aber im Alter. Bei behaarten Arten befinden sich die Trichome (Pflanzenhaare) vor allem an den Zweigen, Laubblättern, Blütenstielen, Blütenkelch und der Kronröhre. Die Arten der Sektion Guianenses sind bis auf gelegentlich auftretende drüsige Trichome an Blatt- und Blütenstielen unbehaart. Unverzweigte, mehrzellige, drüsige oder nichtdrüsige Trichome kommen sowohl in der Sektion Brunfelsia als auch Franciscea vor, innerhalb der Sektion Brunfelsia können sich auf den Laubblättern auch verzweigte Trichome befinden. Bei einigen Arten ist die Stärke der Behaarung von Umweltbedingungen wie Wasserangebot abhängig, bei anderen Arten ist die unterschiedliche starke Behaarung als diagnostisches Merkmal zur Einteilung in Unterarten tauglich. Nur in wenigen Fällen ist die Behaarung auch diagnostisches Merkmal auf Artebene.

### Blütenstände
Die Stellung der Blütenstände der Brunfelsia variiert je nach Art zwischen ausschließlich endständig, ausschließlich achselständig oder gemischt end- und achselständig. Die Blütenstandsform ist ein Wickel, der jedoch auch reduziert oder abgewandelt sein kann.
Die nicht reduzierten oder abgewandelten Blütenstände haben folgenden Aufbau: Eine einzelne Blüte steht terminal an der Hauptachse des Blütenstandes. Unterhalb dieser Blüte stehen ein bis drei (nur selten auch mehr) kleine, laubblattähnliche Hochblätter, in deren Achseln je eine Knospe steht. Aus einem oder mehreren dieser Hochblätter, die damit zu Tragblättern werden, entspringen die Nebenachsen des Blütenstandes. Diese sind meist stark reduziert und tragen eine einzelne terminale Blüte und unter dieser zwei sehr kleine Vorblätter. Die Nebenachsen stehen jeweils im rechten Winkel zu ihren Tragblättern. In höheren Verzweigungsordnungen entspringt nur noch aus einem der zwei Vorblätter eine weitere Nebenachse, wobei die Verzweigung abwechselnd nach links und rechts erfolgt. Ältere Blütenstände bilden so bei einigen Arten, beispielsweise bei Brunfelsia grandiflora und Brunfelsia latiflora, zickzack-förmige Muster.
Die verbreitetste Blütenstandsform innerhalb der Gattung ist ein kompakter, aufsitzender Wickel mit wenigen Blüten und stark reduzierten Nebenachsen. Bei einigen Arten ist die Reduzierung der Nebenachsen so stark, dass sie nicht klar auszumachen sind und die Blüten dicht zusammenstehen. Brunfelsia grandiflora und Brunfelsia brasiliensis bilden offene und lockere Blütenstände, in denen die Achsen unterschiedlich stark verlängert sein können. Bei einigen Arten bestehen die Blütenstände nur aus einer einzigen Blüte, so beispielsweise bei Brunfelsia americana, Brunfelsia dwyeri, Brunfelsia macrocarpa und Brunfelsia uniflora, bei anderen aus ein bis drei Blüten, zum Beispiel bei Brunfelsia pilosa, Brunfelsia australis, Brunfelsia cuneifolia und Brunfelsia rupestris.

### Blüten

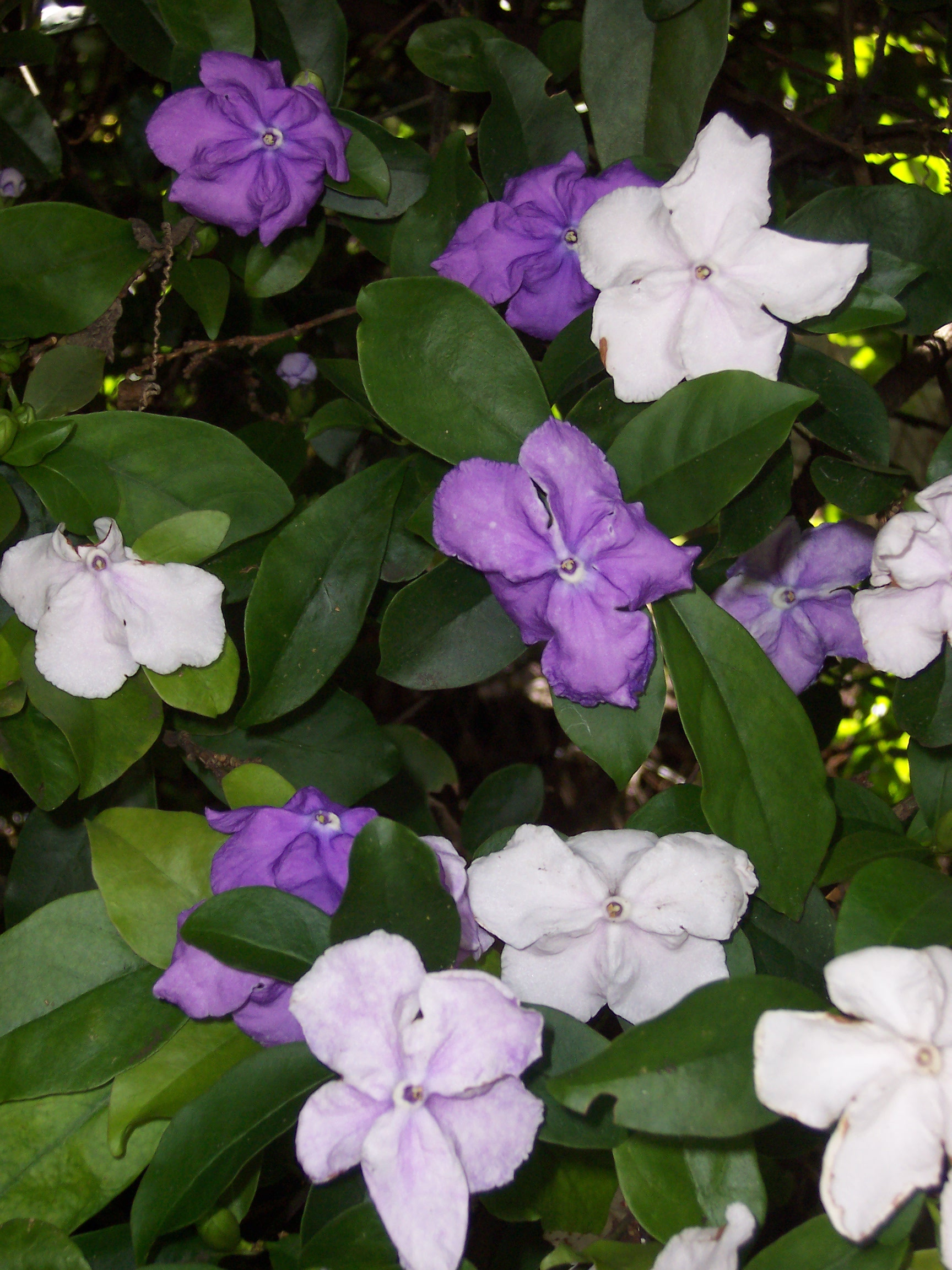
Blüten von Brunfelsia uniflora

Die zwittrigen Blüten der Brunfelsia-Arten sind gestielt. Sie sind leicht zygomorph, was je nach Art am Kelch, der gebogenen Kronröhre, dem unregelmäßigen Kronsaum oder den zwei unterschiedlich geformten Staubblattpaaren zu sehen ist. Die größten Blüten kommen in der Sektion Brunfelsia vor, sie sind vor allem am Abend stark duftend. Etwas kleinere und nicht duftende Blüten besitzt die Sektion Franciscea. Die kleinsten Blüten kommen innerhalb der Sektion Guianenses vor, diese sind wiederum duftend.

#### Kelch

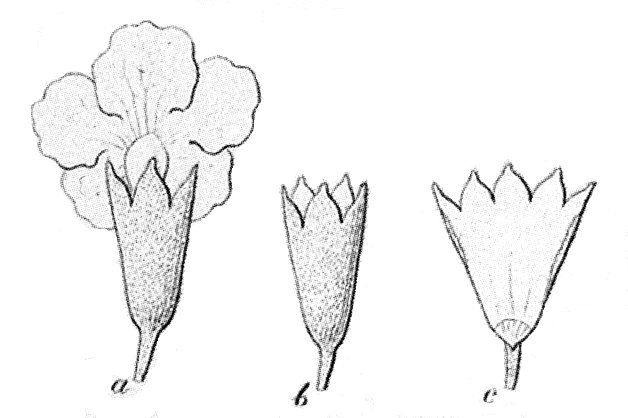
Illustration des Kelches von Brunfelsia brasiliensis

Der Kelch besteht aus fünf miteinander verwachsenen Kelchblättern. Er ist entweder radiärsymmetrisch oder leicht zygomorph, röhren- oder glockenförmig und oft etwas erweitert. Der Querschnitt ist meist rund, bei den Arten Brunfelsia obovata, Brunfelsia boliviana, Brunfelsia cuneifolia und Brunfelsia nitida ist der Querschnitt am Ansatz der Kelchzähne fünfeckig und darüber konkav gebogen. Die Länge variiert zwischen 3 und 35 mm. Innerhalb der Sektion Brunfelsia ist der Kelch im Vergleich zur Kronröhre sehr kurz, in den Sektionen Franciscea und Guianenses erreicht er etwa die Hälfte der Länge der Kronröhre. Bei Brunfelsia pauciflora und Brunfelsia hydrangeiformis können beide sogar genau so lang werden. Die Farbe ist meist ein helles Grün bis hin zu gelblichen (Brunfelsia undulata, Brunfelsia grandiflora) oder violetten Tönen (Brunfelsia pilosa, Brunfelsia jamaicensis).
Die Kelchzähne sind dreieckig, eiförmig oder lanzettlich. Innerhalb der Sektion Brunfelsia ist die Spitze zum Teil stumpf und bewimpert. In den Sektionen Franciscea und Guianenses sind sie zugespitzt oder spitz zulaufend, die Wimpern sind zurückgebildet oder fehlen ganz.
An der Frucht bleibt der Kelch meist erhalten, vergrößert sich mit der Fruchtreife jedoch kaum. Er wird aber dabei zum Teil etwas fester, in der Sektion Franciscea treten oftmals linsenförmige Auswüchse in der Nähe der Basis hervor. Durch das Wachstum der Frucht kann der Kelch an einer oder mehreren Seiten gespalten werden, so dass die Kelchblätter manchmal nur noch an der Basis miteinander verwachsen sind. Nur bei Brunfelsia hydrangeiformis, Brunfelsia pauciflora und Brunfelsia brasiliensis vergrößert sich der Kelch deutlich, so dass er die reife Frucht teilweise oder vollständig umhüllt. Ein noch deutlicher vergrößerter Kelch tritt bei Brunfelsia macrocarpa auf, dieser umschließt die Frucht vollständig, ist dick und lederartig.

#### Krone

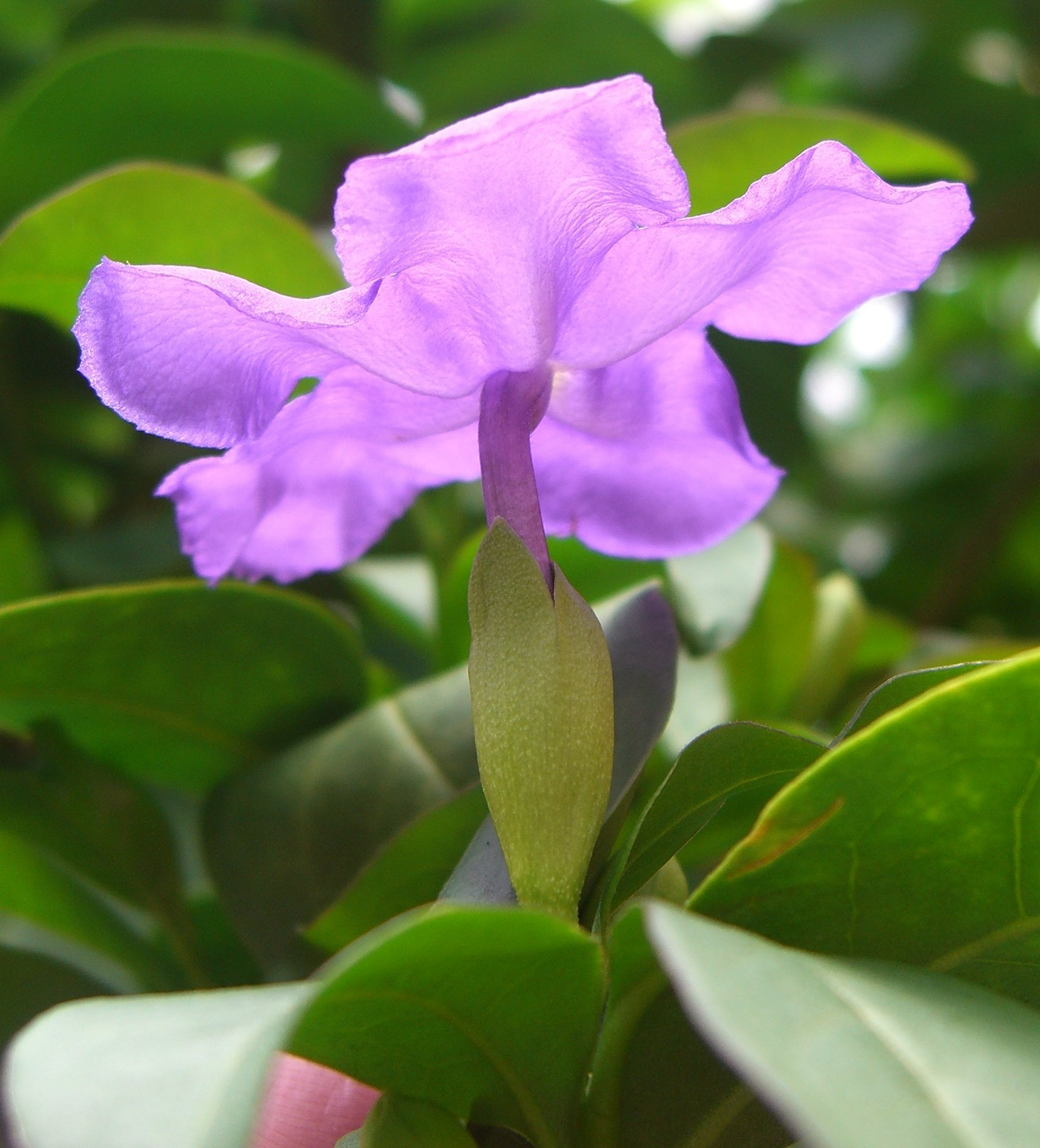
Seitenansicht der Blüte von Brunfelsia pauciflora mit dem Kelch und der langen Kronröhre

Die Krone besteht aus fünf Kronblättern, die zu einer Kronröhre verwachsen sind, an die ein fünflappiger Kronsaum anschließt. Innerhalb der drei Sektionen der Gattung haben sich deutlich unterschiedliche Formen der Krone herausgebildet. Die Kronröhre der Sektion Brunfelsia ist besonders lang, an der Spitze etwas verbreitert, aber niemals gebogen oder am Rand der Kronröhre zusammengezogen. Der Kronsaum steht meist leicht schräg zur Kronröhre, die Kronlappen sind kurz oder breit, flach oder am Rand gewellt bis gekerbt. Die Kronröhre ist in dieser Sektion meist weiß oder grünlich gefärbt, der Kronsaum beim Öffnen der Blüte meist weiß, später gelblich, bei Brunfelsia americana und Brunfelsia lactea kann der Kronsaum violette Streifen aufweisen.
Die Kronröhre der Sektion Franciscea ist deutlich kürzer und nahe der Spitze leicht erweitert, um die Staubbeutel und die Narbe aufzunehmen. Im Anschluss daran ist sie leicht eingeschnürt und bildet einen erhobenen, dickeren Ring, an den der Kronsaum anschließt. Dieser kann einen Durchmesser von 1,5 bis 8 cm erreichen, die Kronlappen sind breit abgerundet und überlappen an den nebeneinanderliegenden Rändern. Die Kronröhre kann weiß oder violett sein, der Kronsaum ist tief- bis hellviolett und wird im Alter lavendelfarben oder rein weiß. Der Ring zwischen Kronröhre und Kronsaum kann weiß oder gelb gefärbt sein.
In der Sektion Guianenses sind die kurzen Kronröhren zur Spitze hin verbreitert oder aufgebläht, am Ende der Kronröhre ist kein Ring wie in der Sektion Franciscea ausgebildet. Der Kronsaum hat nur selten einen Durchmesser von mehr als 25 mm, die Kronlappen sind schmal und konvex, die Seitenränder sind etwas zurückgebogen, bei Herbarexemplaren sind sie komplett umgebogen.

#### Staubblätter und Pollen

Illustration der Staubblätter in der Kronröhre

Die vier Staubblätter stehen in zwei Paaren im oberen Teil der Kronröhre zwischen den oberen drei Kronlappen. Nur unregelmäßig tritt in Blüten von Brunfelsia americana ein fünftes Staubblatt auf. Die unbehaarten Staubfäden sind fast komplett mit der Kronröhre verwachsen und stehen nur für 2 bis 5 mm frei. Das oben stehende Staubblattpaar ist das längere, bei Brunfelsia obovata und Brunfelsia chocoensis stehen diese Staubblätter etwas über die Kronröhre hinaus. Das kürzere Staubblattpaar ist weiter hinten in der Kronröhre befestigt und deutlich kürzer als der Griffel. Die Staubfäden beider Paare sind an der Spitze umgebogen, so dass die Staubbeutel nach oben weisen, bei Brunfelsia americana und Brunfelsia lactea sind sie zudem zur Narbenregion des Griffels zusammengeneigt.
Die Staubbeutel sind zentral an den Staubfäden befestigt und öffnen sich über einen einzelnen Längsschlitz. In der Sektion Brunfelsia sind sie lang-nierenförmig und scheinen leicht zweilappig, während der Blütezeit können die Staubbeutel durch den klebrigen Pollen verwachsen erscheinen. Bei Brunfelsia densiflora ist das obere Staubbeutelpaar stark reduziert, ist aber nicht steril, sondern gibt eine kleine Menge an Pollen ab. Bei anderen Arten können die Staubbeutel ebenfalls leicht unterschiedlich groß sein. Die Staubbeutel der Sektionen Franciscea und Guianenses sind mehr oder weniger halbkreisförmig, der Umriss ist rund oder nierenförmig.
Die Pollenkörner aller drei Sektionen sind kugelförmig und sind mit einem Durchmesser von 30 bis 42 µm mittelgroß. In den Sektionen Brunfelsia und Guianenses sind die Pollenkörner triporat (dreiporig) oder tricolpat (dreifurchig), in der Sektion Franciscea tricolpat oder tricolporidat (mit drei zusammengesetzten Aperturen versehen). Die Pollenkornwand (Exine) ist flach grubig oder netzartig strukturiert.

#### Fruchtblätter

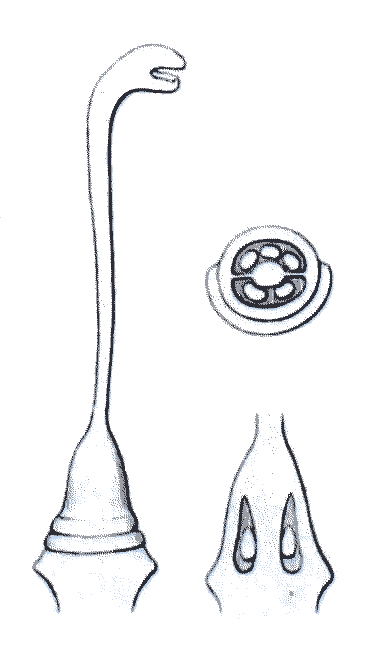
Illustration der Fruchtblätter von Brunfelsia latifolia

Der Fruchtknoten ist eiförmig oder konisch und steht auf einem kurzen, Nektar absondernden Blütenboden. Der Fruchtknoten ist zweikammerig und enthält viele gegenläufige (anatrope) Samenanlagen, die Plazentation ist zentralwinkelständig. Die Scheidewände sind dünn und oftmals nicht bis zur Spitze ausgebildet. Der Griffel ist fadenförmig und reicht in etwa bis zum Rand der Kronröhre. Vor allem in den Sektionen Franciscea und Guianenses ist der Griffel am Ende etwas verdickt und nach oben gebogen, bei einigen Arten der Sektion Brunfelsia ist er leicht schräg gestellt.
Die Narbe befindet sich meist in gleicher Höhe zwischen den vier Staubbeuteln im obersten Teil der Kronröhre. Nur bei Brunfelsia densifolia weist sie aus der Kronröhre hinaus, bei allen anderen Arten ist sie zur oben liegenden Seite der Kronröhre gerichtet. In den Sektionen Franciscea und Guianenses ist die Narbe kurz und deutlich zweilappig, während der Blüte ähnelt sie einer geöffneten Pinzette, das empfängnisbereite Gewebe befindet sich zwischen den zwei Lappen, nach der Befruchtung schließen sich die Lappen. In der Sektion Brunfelsia ist die Narbe schwacher gelappt und wirkt beinahe köpfchenförmig und konvex.

### Früchte und Samen

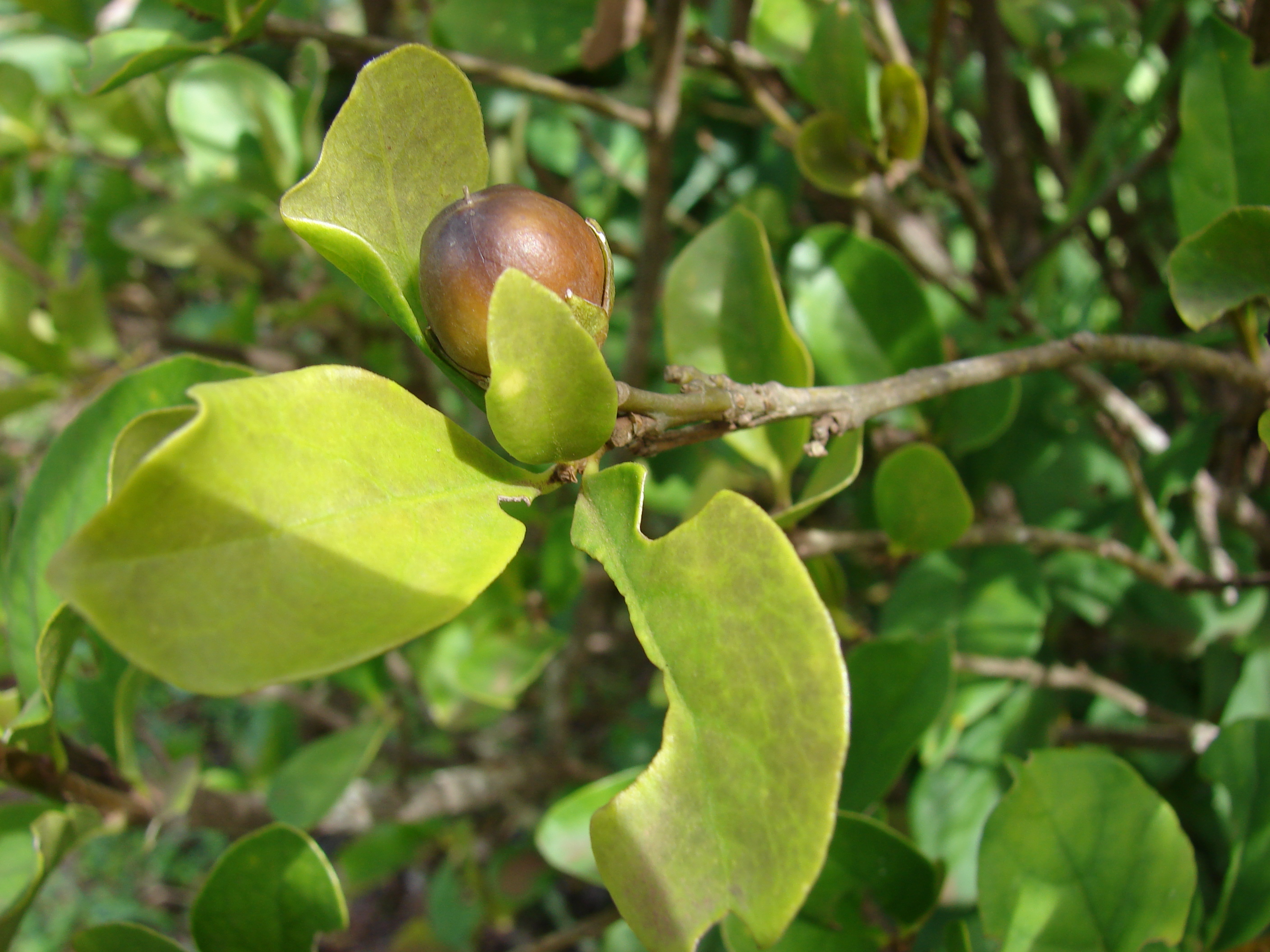
Frucht von Brunfelsia australis

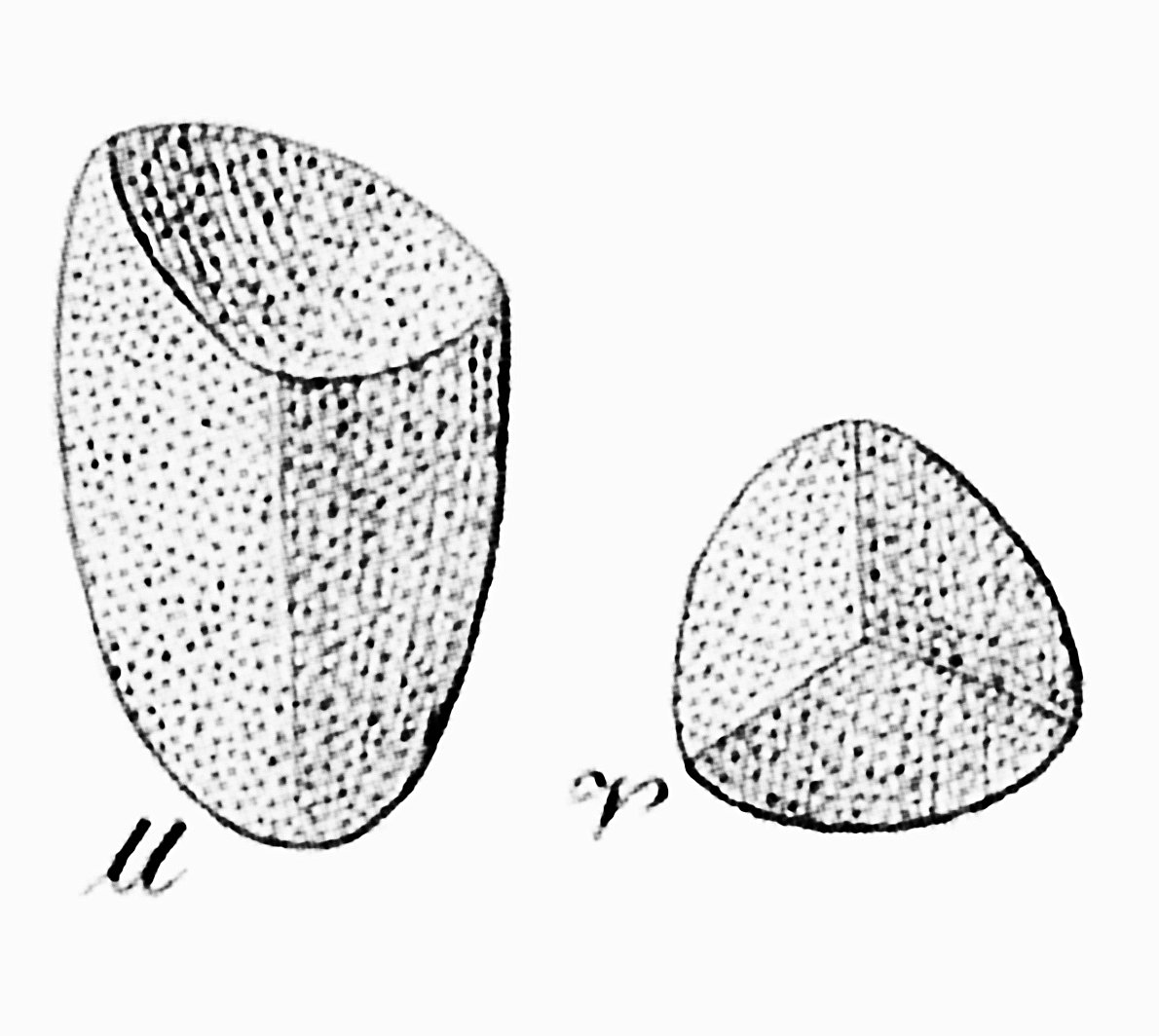
Illustration der Samen von Brunfelsia brasiliensis

Die Früchte sind Kapseln, die in der Beschaffenheit des Perikarp stark variieren können. So gibt es Arten mit dünnwandigen und brüchigen, ledrigen, fleischigen oder verhärteten Früchten. Die drei Schichten des Perikarp können deutlich voneinander unterscheidbar sein oder sie sind mehr oder weniger miteinander zu einer Schicht verwachsen. Die Form ist rund bis eiförmig, die Länge liegt zwischen 1 und 5 cm. Die Oberfläche kann glatt oder rau sein, grün, braun oder leuchtend gelb bis orange. Die zwei Samenkammern können bei einigen Arten durch die Rückbildung der Scheidewände zu einer einzigen Kammer verbunden sein.
Die Früchte der Sektion Brunfelsia sind meist ledrig bis fleischig und auffallend gefärbt, der Kelch ist nur an der Basis beständig. Die Früchte von Brunfelsia americana und Brunfelsia densifolia springen bei Reife auf, so dass die Samen aus den zwei Samenkammern freigegeben werden. Bei vielen anderen Arten springen die Früchte nicht auf, die Samen werden erst freigeben, wenn die Samenkammern verrotten.
In der Sektion Franciscea treten vor allem relativ kleine Kapseln auf, die grün oder braun sind und ein ledriges Perikarp besitzen, welches durch Austrocknen brüchig wird. Der Kelch bleibt an der Frucht bestehen und umschließt diese zumindest teilweise. Bei einigen Arten springt die Frucht bei Reife auf, jedoch nur leicht, die meisten Arten haben nicht aufspringende Früchte.
Zwei der sechs Arten aus der Sektion Guianenses besitzen gelbe, fleischige Früchte, an denen der kurze Kelch nur an der Basis beständig ist. Die Früchte von Brunfelsia amazonica und Brunfelsia burchellii sind dünnwandig und bei Reife trocken.
Die Samen der Gattung sind länglich bis eiförmig, oftmals an einer oder mehr Seiten gewinkelt oder eingedrückt. Die Größe ist artabhängig von 2 bis 13 mm Länge und 1 bis 7 mm im Durchmesser. Die Samenoberfläche ist rötlich braun gefärbt und netzartig gekörnt. Diese Oberflächenkörnung entsteht durch eine Vielzahl von Haaren, die sich zunächst auf der Samenoberfläche befinden, bei Reife aber abfallen. Das Embryo ist relativ lang und gerade, die Keimblätter sind flach und oval bis elliptisch geformt.

### Weitere Merkmale
Bisher gab es noch keine weitreichende Untersuchung zur Zellbiologie und Biochemie innerhalb der Gattung, so dass Untersuchungen von einzelnen Arten nur unsichere Schlussfolgerungen für die ganze Gattung zulassen. Es wird vermutet, dass die Basischromosomenzahl {\displaystyle x=11} beträgt. An sekundären Pflanzenstoffen wurden beispielsweise das Cumarin  Scopoletin in den Wurzeln von Brunfelsia uniflora festgestellt, aus Brunfelsia grandiflora wurde ein Brunfelsamidin benannter und zu den Amidinen gehörender Stoff isoliert, in vier Arten wurde das Alkaloid Cuscohygrin nachgewiesen. Die Inhaltsstoffe einiger Brunfelsia-Arten können in ausreichender Dosierung toxische Effekte (Reizung von Schleimhäuten, neurotoxische Wirkungen) hervorrufen.

## Verbreitung und Standorte

Verbreitungsgebiete der Sektionen. Grün: Sektion Brunfelsia, rot: Sektion Franciscea, blau: Sektion Guianenses, schwarz: Sektionen Franciscea und Guianenses.

Die Aufteilung der Gattung in drei Sektionen spiegelt sich auch in der geographischen Verbreitung wider. Die Arten der Sektion Brunfelsia kommen ausschließlich auf den westindischen Inseln vor, wobei bis auf Brunfelsia americana alle Arten endemisch auf nur jeweils einer Insel vorkommen. Die größte Artenvielfalt herrscht in Kuba mit zehn Arten vor, auf Jamaika sind sechs, auf Puerto Rico drei und auf Hispaniola eine Art zu finden. Die Standorte sind sehr unterschiedlich, einige Arten kommen an relativ trockenen Orten in felsigen Wäldern auf Kalkstein oder Serpentinböden vor. Andere Arten wachsen in höher gelegenen Regen- und Nebelwäldern. Viele der Arten weisen eine geringe Toleranz gegenüber veränderten Umweltbedingungen auf, was die Gefährdung durch Zerstörung der Lebensräume deutlich erhöht.
Die Sektion Franciscea kommt in großen Teilen des südamerikanischen Kontinents an einer Vielzahl unterschiedlicher Standorte vor. Die Gebiete reichen von der Karibikküste bis zu einer geographischen Breite von 30° S. Dabei teilt sich die Sektion wiederum in drei große Verbreitungszentren auf. Elf Arten sind im südöstlichen Brasilien zu finden, von denen neun endemisch sind. Das zweite große Verbreitungszentrum liegt in den Anden von Kolumbien, Nord-Brasilien, Ecuador, Bolivien bis zu einem kleinen Teil des nördlichen Argentiniens. Hier kommen fünf Arten vor, drei von ihnen sind endemisch. Das dritte Zentrum mit zwei Arten, von denen eine endemisch ist, umfasst Teile Guyanas, Venezuelas und des brasilianischen Bundesstaates Roraima. Die meisten Arten wachsen in bergigen Regionen in Höhenlagen bis etwa 2000 m. Brunfelsia uniflora besiedelt sogar Höhen bis 3300 m, einige Arten haben sich an sehr niedrige Höhenlagen angepasst. Die Sträucher oder kleinen Bäume finden sich in der Strauchschicht von sehr feuchten, tropischen Regenwäldern. Zu den Ausnahmen gehört Brunfelsia latifolia, die in niedrig wachsenden Strauchformationen an der Ozeanküste des südöstlichen Brasiliens zu finden ist. Brunfelsia obovata ist wiederum an halb überflutete Standorte in Sümpfen, im stehenden Wasser oder an Flussufern angepasst.
Das Gebiet der Sektion Guianenses überdeckt sich nur wenig mit dem der Sektion Franciscea. Es nimmt vor allem das untere Amazonasbecken ein und reicht im Norden bis nach Guyana, im Süden bis zum brasilianischen Bundesstaat Bahia und erreicht im Westen fast die kolumbianische Grenze. Brunfelsia chocoensis hat ein isoliertes Vorkommen im kolumbianischen Departamento del Chocó. Die Standorte befinden sich in niedrig gelegenen Regenwäldern, die Pflanzen sind dort Bestandteil der Strauchschicht oder wachsen an Flussufern.

## Lebenszyklus
Brunfelsia-Samen sind nur relativ kurze Zeit keimfähig und keimen meist zwei bis vier Wochen nach der Aussaat, während dieser Zeit sind die Samen empfindlich gegenüber Trockenheit. Die meisten Arten sind sehr langsam wachsend, die Zeit zwischen der Keimung und der ersten Blüte kann unter Gewächshausbedingungen sechs Monate bis zu mehr als zwei Jahren betragen. Über die maximale Lebensdauer der Pflanzen sind keine Aussagen bekannt, jedoch ist von Brunfelsia grandiflora eine Lebensdauer von mindestens 20 Jahren nachgewiesen. In geringem Umfang findet auch am Standort eine vegetative Vermehrung über abgebrochene Zweige statt, die im Boden bewurzeln.
Die Blühphase kann nur wenige Wochen pro Jahr betragen, es gibt jedoch auch Arten, die am Standort nahezu ununterbrochen blühen. So wurden am Standort des Typusexemplars von Brunfelsia grandiflora subsp. schultesii im Januar, Mai und September blühende Pflanzen vorgefunden. Die Mehrzahl der südamerikanischen Arten blüht zwischen Oktober und Dezember. Die Früchte benötigen mehrere Monate bis zu einem Jahr um auszureifen, oftmals verbleiben sie auch darüber hinaus an der Pflanze, bis sie vertrocknet und braun sind.

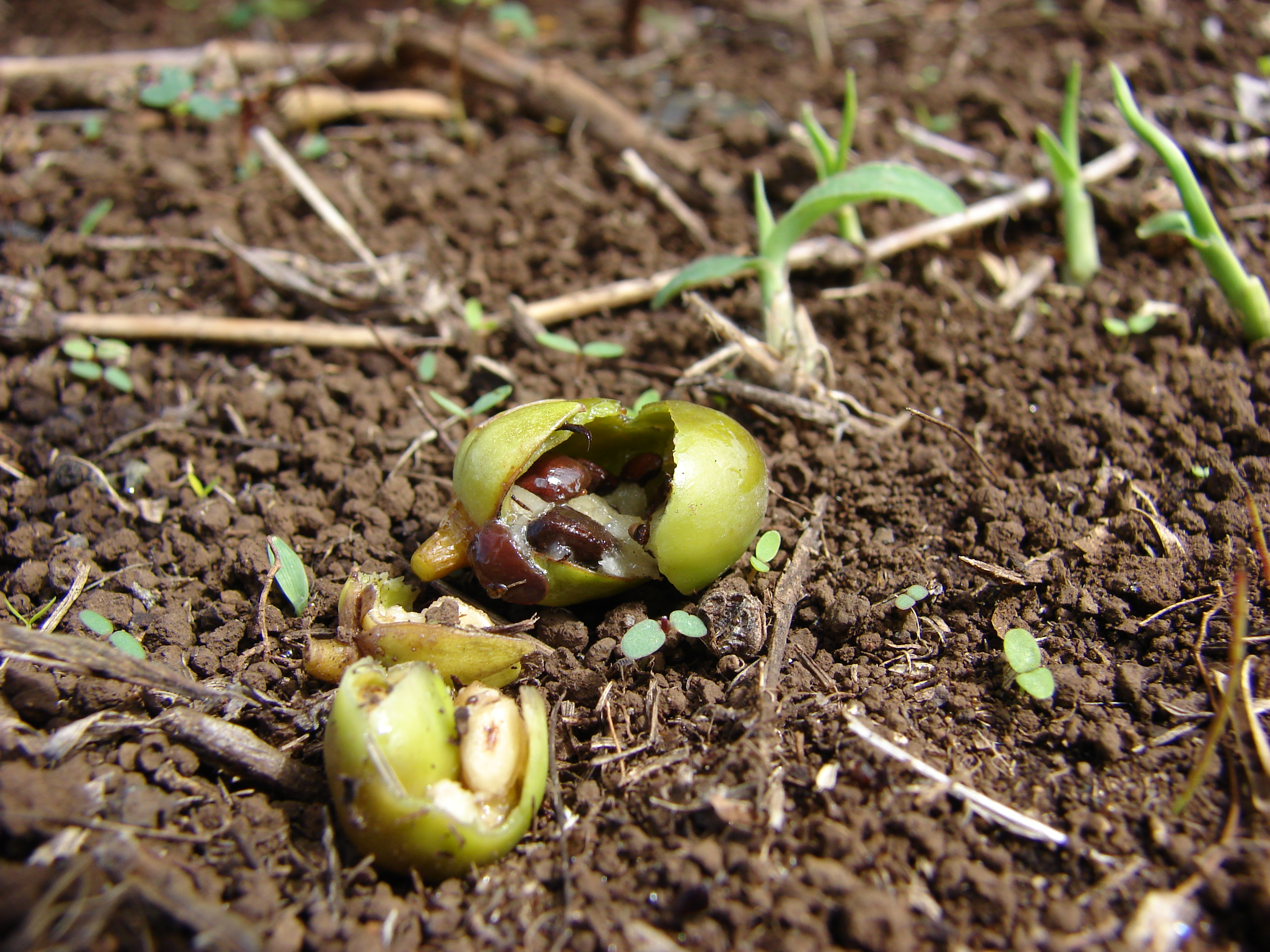
Herabgefallene und geöffnete Frucht von Brunfelsia australis

Da die Früchte meist sehr unauffällig sind und keinen auffälligen Geruch haben, ist eine Ausbreitung der Samen durch Tiere unwahrscheinlich. Die Kapseln sind meist nicht aufspringend, wenn sie aufspringen, dann nur sehr spät. Meist wird das eingetrocknete Perikarp brüchig oder aber die Frucht fällt zu Boden, wo die äußere Schicht des Perikarp verrottet und schließlich das dünne Endokarp zerbricht und die Samen freigibt. Dünnwandige Kapseln, wie sie in einigen Arten vorkommen, können durch Hohlräume in den Früchten eventuell im fließenden Wasser transportiert werden und so die Samen weiter ausbreiten. Nur einige Arten, wie Brunfelsia chocoensis, Brunfelsia densifolia, Brunfelsia guianensis, Brunfelsia macrocarpa und Brunfelsia nitida haben verhältnismäßig große, fleischige, gelbe bis orange Früchte, die eventuell auch von Säugetieren und Vögeln gefressen werden. Dies wurde bisher an den Standorten jedoch nicht beobachtet.

## Ökologie

### Bestäubung
Die Blüten der Brunfelsia sind auf Bestäubung durch Insekten spezialisiert (Entomophilie), wobei durch den unterschiedlichen Bau der Blüten in den einzelnen Sektionen der Gattung unterschiedliche Bestäuber bevorzugt werden. Die Blüten der Sektion Franciscea sind auf eine Bestäubung durch Schmetterlinge (Lepidopterophilie) spezialisiert: der verdickte Ring zwischen Kronröhre und Kronsaum kann eine Landung vereinfachen, das Verblassen der Krone signalisiert, dass die Blüte nicht mehr bestäubt werden muss und ein Besuch durch einen Bestäuber nicht mehr notwendig ist. Die meisten Arten haben nicht duftende Blüten. An der Art Brunfelsia grandiflora, die zu dieser Sektion gezählt wird, wurden unter anderem die Edelfalter der Gattung Euptychia, Weißlinge der Gattung Eurema, Bläulinge der Gattung Euselasia und Dickkopffalter aus der Calpodes-Gruppe beobachtet.
Die Blüten der Sektion Brunfelsia werden überwiegend von Schwärmern besucht und sind auf diese Besucher spezialisiert. Die Blüten öffnen sich nachts, haben längere Kronröhren und verbreiten ab kurz vor Sonnenuntergang einen intensiven Duft. Eine Landehilfe wie in Sektion Franciscea ist nicht vorhanden, was auf Bestäuber schließen lässt, die vor der Blüte schweben.
Besucher der Sektion Guianenses wurden bisher nicht beobachtet. Einige der Blüten wurden als duftend beschrieben, eine als Landehilfe dienende Verdickung ist nicht vorhanden, die Kronröhre ist relativ kurz. Diese Merkmale lassen vermuten, dass sie ebenfalls von Nachtfaltern besucht werden.

### Nahrungspflanze

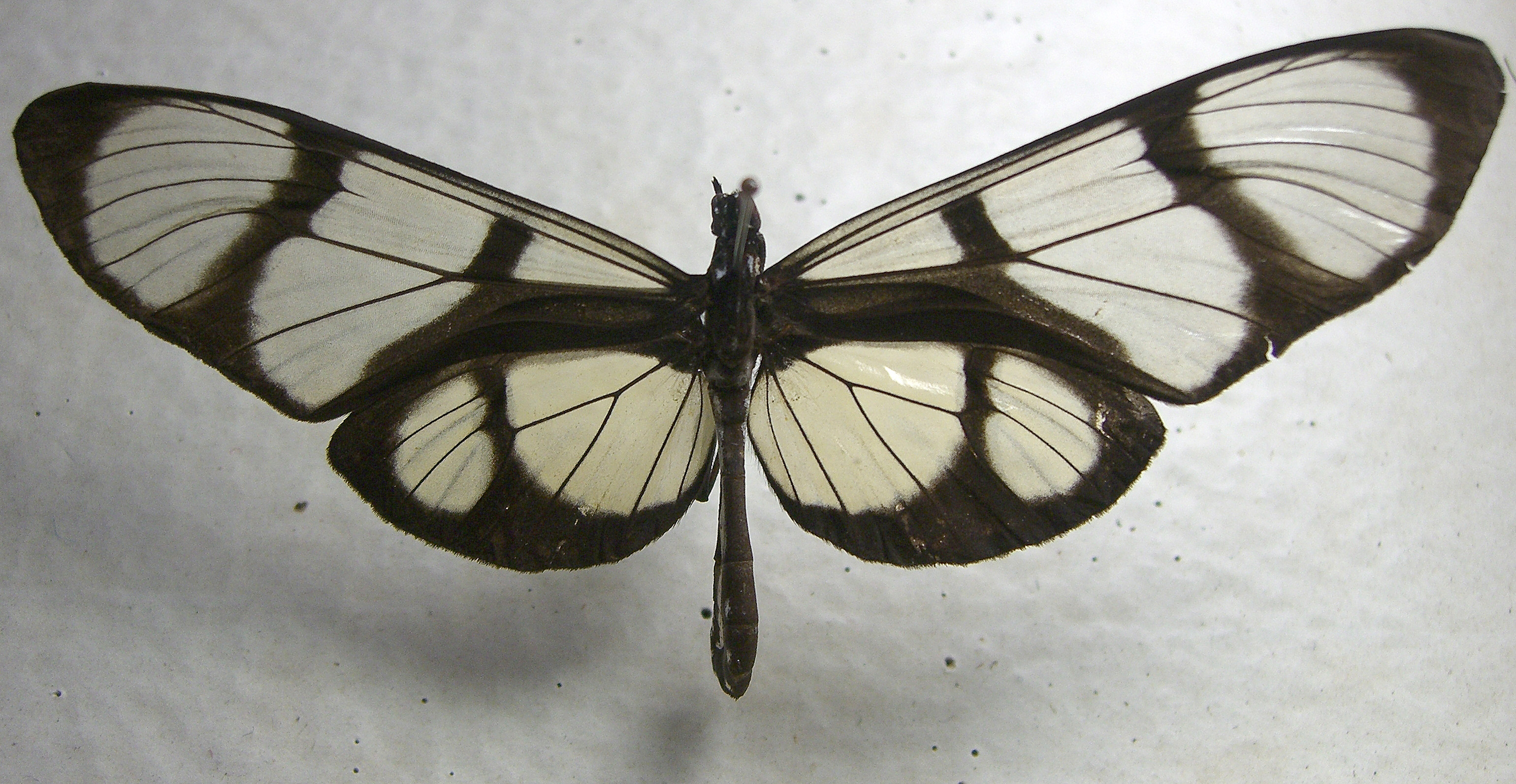
Die Raupen der Gattung Methona (hier Methona confusa) ernähren sich ausschließlich von Brunfelsia-Blättern

Die Raupen der Edelfaltergattung Methona ernähren sich ausschließlich von den Blättern der Brunfelsia-Arten. So deckt sich das Verbreitungsgebiet dieser Gattung nahezu mit dem der Sektionen Franciscea und Guianenses. Raupen von Methona themisto wurden auch in der westargentinischen Provinz Tucuman gefunden, wo keine Brunfelsia-Arten heimisch, jedoch kultivierte Pflanzen der Gattung zu finden sind.

## Systematik

### Äußere Systematik
Die Stellung von Brunfelsia innerhalb der Systematik der Nachtschattengewächse war lange Zeit nicht geklärt. Die klassische Einordnung in die Tribus Salpiglossideae, wie beispielsweise in der Systematik nach William D’Arcy, erfolgte auf Grund von morphologischen Merkmalen wie der Reduzierung der Staubfäden von fünf auf vier, die zygomorphe Blüte und den Kapselfrüchten. Durch molekularbiologischen Untersuchungen wurde 1992 festgestellt, dass die Salpiglossideae im zuvor anerkannten Umfang nicht monophyletisch sind. Brunfelsia konnte so nahe den Petunien (Petunia) und Fabiana gestellt werden, welche zuvor der Tribus Nicotianeae zugerechnet wurden. In der Systematik nach Armando Hunziker wird die Gattung in eine monogenerische Tribus Francisceae eingeordnet, die aktuelle, molekularbiologisch begründete Systematik nach Richard Olmstead platziert Brunfelsia zusammen mit Petunia, Fabiana, Nierembergia, Calibrachoa und einigen kleineren Gattungen in die Petunieae.

### Innere Systematik
Die Gattung Brunfelsia umfasst nach der letzten, umfassenden Monografie der Gattung (Plowman, 1998) 46 Arten. Diese werden in drei Sektionen geteilt, die sich unter anderem in der geographischen Verbreitung und morphologischen Merkmalen unterscheiden. Als fragwürdige und ausgeschlossene Arten werden Brunfelsia bahinensis und Brunfelsia nyctaginoides genannt. Erstere ist nur durch das Typusexemplar bekannt, eine genauere Einordnung kann jedoch erst nach weiteren Untersuchungen erfolgen, Letztere wurde in eine eigene, monotypische Gattung (Plowmania) verschoben.
Eine zuvor als Brunfelsia uniflora identifizierte Population in den Nebelwäldern der bolivianischen Anden hat sich als bisher unbeschriebene, eigenständige Art herausgestellt, die sich von den Populationen im Norden und Osten Südamerikas unterscheidet, diese wurde 2012 als Brunfelsia plowmaniana beschrieben.
| Sektion Brunfelsia - Brunfelsia acunae Hadac - Brunfelsia americana L. - Brunfelsia cestroides A. Rich. - Brunfelsia clarensis Britton & P. Wilson - Brunfelsia densifolia Krug & Urb. - Brunfelsia grisebachii Amshoff - Brunfelsia jamaicensis (Benth.) Griseb. - Brunfelsia lactea Krug & Urb. - Brunfelsia linearis Ekman - Brunfelsia macroloba Urb. - Brunfelsia maliformis Urb. - Brunfelsia membranacea Urb. - Brunfelsia nitida Benth. - Brunfelsia picardae Krug & Urb. - Brunfelsia plicata Urb. - Brunfelsia pluriflora Urb. - Brunfelsia portoricensis Krug & Urb. - Brunfelsia purpurea Griseb. - Brunfelsia shaferi Britton & P. Wilson - Brunfelsia sinuata A. Rich. - Brunfelsia splendida Urb. - Brunfelsia undulata Sw. | Sektion Franciscea - Brunfelsia australis Benth. - Brunfelsia boliviana Plowman - Brunfelsia bonodora (Vell.) J.F. Macbr. - Brunfelsia brasiliensis (Spreng.) L.B. Sm. & Downs - Brunfelsia chiricaspi Plowman - Brunfelsia cuneifolia J.A. Schmidt - Brunfelsia dwyeri D’Arcy - Brunfelsia grandiflora D. Don - Brunfelsia hydrangeiformis (Pohl) Benth. - Brunfelsia imatacana Plowman - Brunfelsia latifolia (Pohl) Benth. - Brunfelsia macrocarpa Plowman - Brunfelsia mire Monach. - Brunfelsia obovata Benth. - Brunfelsia pauciflora (Cham. & Schltdl.) Benth. - Brunfelsia pilosa Plowman - Brunfelsia plowmaniana N.Filipowicz & M.Nee - Brunfelsia rupestris Plowman - Brunfelsia uniflora (Pohl) D. Don | Sektion Guianenses - Brunfelsia amazonica C.V. Morton - Brunfelsia burchellii Plowman - Brunfelsia chocoensis Plowman - Brunfelsia clandestina Plowman - Brunfelsia guianensis Benth. - Brunfelsia martiana Plowman |

## Botanische Geschichte

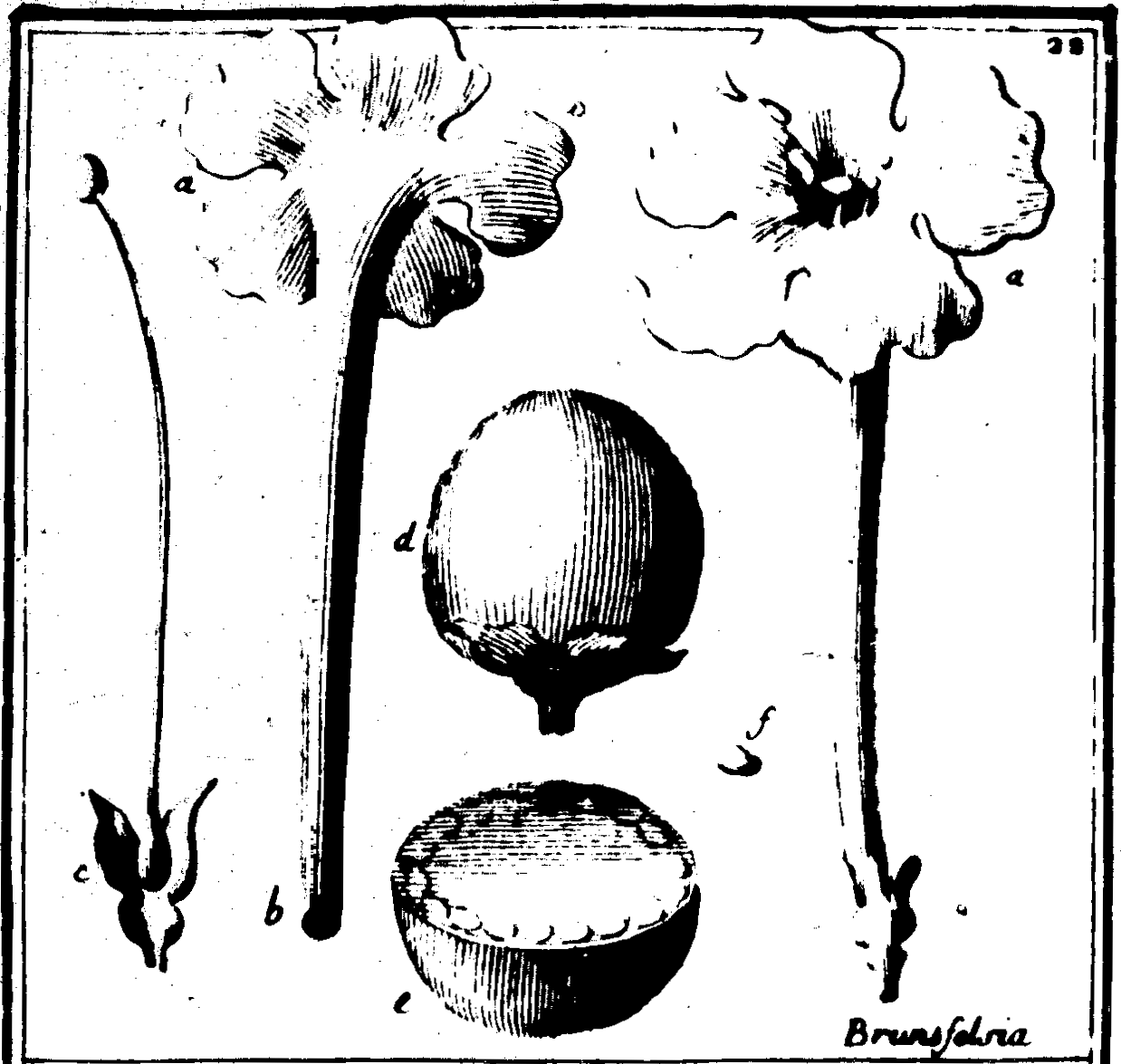
Charles Plumiers Illustration von Brunfelsia (1703)

Die erste Erwähnung der Gattung Brunfelsia stammt von Charles Plumier aus dem Jahr 1703. Er ehrt mit der Gattungsbezeichnung den deutschen Kräuterforscher, Theologen und Arzt Otto Brunfels (1488–1534), bezeichnete die Gattung jedoch irrtümlicherweise zunächst als Brunsfelsia, was in der Folge zu einer großen Zahl an Verwirrungen sorgte. Carl von Linné erwähnt die Gattung, bezugnehmend auf die Beschreibung Plumiers, erstmals 1742 in der zweiten Ausgabe der Genera Plantarum. Die heute gültige Erstbeschreibung stammt aus der ersten Ausgabe der Species Plantarum von 1753. Dabei übernahm er die fehlerhafte Schreibweise Plumiers, bemerkte später seinen Fehler, verwendet aber in späteren Werken beide Namen. So nutzte er in der 1754 erschienenen Auflage von Genera Plantarum den Namen Brunfelsia, in späteren Ausgaben der Species Plantarum jedoch die falsche Schreibweise.
Durch die Regelwerke des Internationalen Codes der Botanischen Nomenclatur (ICBN) konnte in neuerer Zeit zunächst der Name Brunfelsia als gültiger Name verwendet werden, eine 1981 vorgenommene Änderung der Regeln machte jedoch eine Entscheidung über die Erhaltung des Namens notwendig. Diese wurde 1989 durch William D’Arcy vorgeschlagen und 1993 durch das Committee for Spermatophyta des ICBN bestätigt.

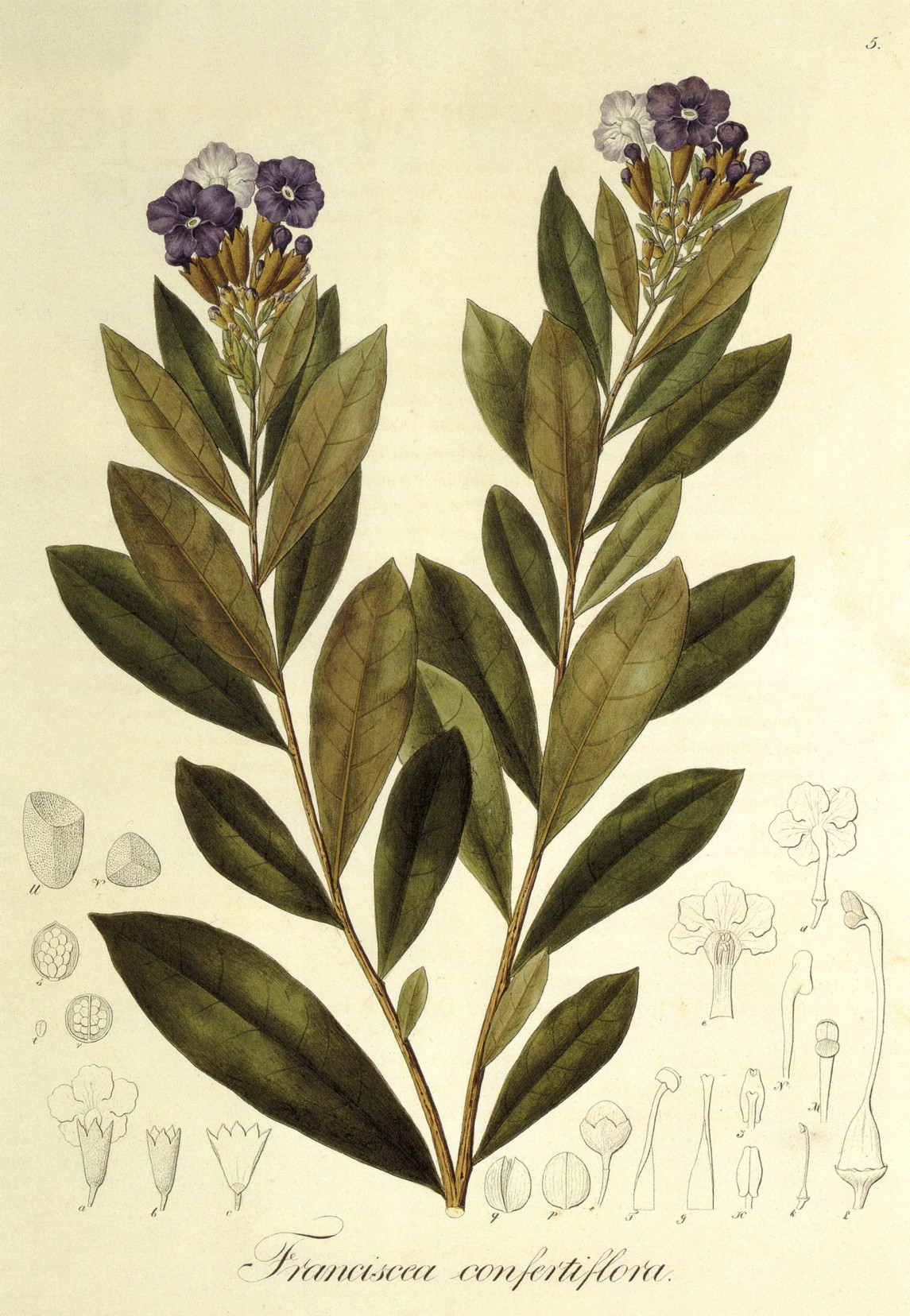
Zeichnung von Brunfelsia brasiliensis als Franciscea confertifolia von Johann Baptist Emanuel Pohl (1827)

Die Gattung wurde bereits 1791 von Antoine-Laurent de Jussieu den Nachtschattengewächsen (Solanaceae) zugeordnet, obwohl viele andere Wissenschaftler dieser Zeit sie den Braunwurzgewächsen (Scrophulariaceae) zurechneten. Auch Johann Baptist Emanuel Pohl sah die Brunfelsia in dieser Familie und beschrieb 1826 die nach Franz I. von Österreich benannte Gattung Franciscea als nah verwandte Gattung mit zunächst acht Arten. Bereits 1829 veröffentlichte David Don seine Beobachtungen zu beiden Gattungen und schlug einerseits deren Zusammenlegung unter dem Namen Brunfelsia sowie die Einordnung in die Familie der Nachtschattengewächse vor.
Zunächst wurde diese Arbeit von anderen Wissenschaftlern ignoriert, aber in der 1846 von George Bentham veröffentlichten Monografie der Braunwurzgewächse wurde nur noch die Gattung Brunfelsia geführt und in die „Unterordnung“ (heute Unterfamilie) Salpiglossideae eingeordnet. Kurz nach Bentham begann John Miers mit taxonomischen Untersuchungen der Nachtschattengewächse. Ein Ergebnis dieser Untersuchungen war die Einordnung der Salpiglossideae in eine neu beschriebene Familie Atropaceae, wobei er jedoch Brunfelsia und Franciscea wiederum als eigenständige Gattungen führte. Eine weitere umfangreiche Abhandlung der Gattung wurde 1864 von J.A. Schmidt in der Flora Brasiliensis verfasst, welche lange Zeit als Standardreferenz für die brasilianischen Arten der Gattung galt.
1968 begann Timothy Charles Plowman mit umfangreichen Studien und veröffentlichte eine Anzahl an wissenschaftlichen Arbeiten zur Gattung. Er errichtete dabei neben den bekannten Sektionen Brunfelsia und Franciscea eine dritte Sektion Guianenses, stellte Annahmen zur biogeografischen Entwicklung der Gattung auf und beschrieb eine Vielzahl neuer Arten. Noch bevor er die Arbeiten zu einer vollständigen Revision der Gattung abschließen konnte, verstarb er 1989 an den Folgen einer HIV-Infektion. 1994 wurden seine Unterlagen von Kollegen an Sandra Knapp gesandt, die zusammen mit J. R. Press an einer Zusammenstellung der von Plowman angefertigten Untersuchungen arbeitete, so dass 1998 die Ergebnisse Plowmans veröffentlicht werden konnten.

## Verwendung
Eine ethnomedizinische Verwendung ist von einem großen Teil der Arten der Brunfelsia bekannt. Die Früchte der im gesamten Raum der westindischen Inseln verbreiteten Art Brunfelsia americana sind dort als effektives Mittel gegen Durchfall bekannt. Brunfelsia uniflora, die im Osten Brasiliens vorkommt und dort wie auch andere Arten Manaca genannt wird, soll gegen Syphilis und Rheuma helfen und gilt unter anderem auch als
harntreibend, abtreibend und abführend. Brunfelsia mire wird als Wurmmittel eingesetzt. Die indigene Bevölkerung des westlichen Amazonasgebietes benutzen sowohl Brunfelsia chiricaspi als auch Brunfelsia grandiflora für eine Vielzahl von Anwendungen. Die bekanntesten Einsatzgebiete sind die Behandlung von Rheuma, Arthritis und Fieber. Beide Arten werden jedoch auch als Beimengung bei der Zubereitung von Ayahuasca verwendet.
Als Zierpflanzen werden vor allem Brunfelsia undulata, Brunfelsia australis und Brunfelsia pauciflora gezogen. Gelegentlich werden auch Pflanzen unter dem Namen Brunfelsia latifolia angeboten, dies sind jedoch meist Vertreter der Arten Brunfelsia australis oder Brunfelsia grandiflora. Brunfelsia pauciflora wurde bereits früh nach Europa eingeführt und war ab der Mitte des 18. Jahrhunderts sehr populär. Aus kultivierten Pflanzen dieser Art wurden auch einige neue Arten beschrieben, unter anderem Franciscea eximia, Franciscea macrantha und Franciscea lindeniana, die heute jedoch nur als Formen der Art gezählt werden. Trotzdem sind die Namen und Kombinationen daraus noch häufig in Zierpflanzenliteratur zu finden.

## Gefährdung
Vor allem die auf den westindischen Inseln beheimateten, in einem kleinen Areal endemischen Arten sind durch steigende Bevölkerungszahlen und damit verbundener Zerstörung der Standorte gefährdet. Einige Arten sind nur durch wenige Sammlungen bekannt, einige bekannte Standorte wurden bereits zerstört. In der Roten Liste gefährdeter Arten der International Union for Conservation of Nature and Natural Resources werden Brunfelsia jamaicensis, Brunfelsia membranacea und Brunfelsia splendida als „vulnerable (VU)“ (gefährdet) und Brunfelsia portoricensis als „endangered (EN)“ (stark gefährdet) eingestuft.